# Natalie Golda
Natalie Golda (Lakewood, 28 dicembre 1981) è un'ex pallanuotista statunitense, vincitrice di una medaglia di argento ai giochi olimpici di Pechino 2008 ed una di bronzo ad Atene 2004.